# Grabina (powiat płocki)
Grabina – wieś sołecka w Polsce położona w województwie mazowieckim, w powiecie płockim, w gminie Łąck.
W latach 1975–1998 miejscowość należała administracyjnie do województwa płockiego.
W czerwcu 2016 roku nadano w Grabinie ulice (łącznie 29 ulic):

- Łącka - główna ulica
- Akacjowa
- Aroniowa
- Dębowa
- Działkowa
- Górska
- Gościnna
- Graniczna
- Jasna
- Jaworowa
- Lazurowa
- Magiczna
- Makowa
- Malinowa
- Miła
- Miłosna
- Modrzewiowa
- Mostowa
- Okopowa
- Poprzeczna
- Prosta
- Przyjazna
- Równa
- Różyczki
- Rubinowa
- Świerkowa
- Wspólna
- Za Lasem
- Ziołowa